# جون ميلر (بروفيسور)
جون ميلر (بالإنجليزية: J. Michael Miller)‏ (و. 1946  م) هو بروفيسور، وكاهن كاثوليكي كندي، ولد في أوتا.

## مناصب
تولى منصب رئيس الاساقفة
- أسقف كاثوليكي.

## التعليم
تعلم في الجامعة الغريغورية الحبرية، وUniversity of St. Michael's College ‏، وجامعة ويسكونسن-ماديسون.